# Ваилуа (поселение)
Ваилуа (гав. Wailuā — букв. «двухводный») — статистически обособленная местность, расположенная в округе Кауаи, штат Гавайи, США.

## География
Согласно Бюро переписи населения США статистически обособленная местность Ваилуа имеет общую площадь 3,7 квадратных километров, из которых 3,3 км2 относится к суше и 0,4 км2 или 9,79 % — к водным ресурсам.

## Демография
По данным переписи населения за 2000 год в Ваилуа проживало 2083 человека, насчитывалось 781 домашнее хозяйство, 549 семей и 1211 жилых домов. Средняя плотность населения составляла около 624,9 человек на один квадратный километр.
Расовый состав Ваилуа по данным переписи распределился следующим образом: 29,7 % белых, 0,8 % — чёрных или афроамериканцев, 0,5 % — коренных американцев, 34,8 % — азиатов, 8,5 % — коренных жителей тихоокеанских островов, 25,1 % — представителей смешанных рас, 0,6 % — других народностей. Испаноговорящие составили 7,1 % населения.
Из 781 домашних хозяйств в 30,7 % — воспитывали детей в возрасте до 18 лет, 52,1 % представляли собой совместно проживающие супружеские пары, в 12,4 % семей женщины проживали без мужей, 29,7 % не имели семьи. 23,8 % от общего числа семей на момент переписи жили самостоятельно, при этом 8,1 % составили одинокие пожилые люди в возрасте 65 лет и старше. В среднем домашнее хозяйство ведут 2,67 человек, а средний размер семьи — 3,16 человек.
Население Ваилуа по возрастному диапазону (данные переписи 2000 года) распределилось следующим образом: 25,4 % — жители младше 18 лет, 6,2 % — между 18 и 24 годами, 25,3 % — от 25 до 44 лет, 25,6 % — от 45 до 64 лет и 17,4 % — в возрасте 65 лет и старше. Средний возраст жителей составил 41 год. На каждые 100 женщин приходилось 102 мужчины, при этом на каждые сто женщин 18 лет и старше приходилось 98,2 мужчины также старше 18 лет.

## Экономика
Средний доход на одно домашнее хозяйство Ваилуа составил 45 875 долларов США, а средний доход на одну семью — 52 083 доллара. При этом мужчины имели средний доход в 34 615 долларов в год против 25 380 долларов среднегодового дохода у женщин. Доход на душу населения составил 20 231 доллар в год. 8,7 % от всего числа семей в местности и 8,9 % от всей численности населения находилось на момент переписи за чертой бедности, при этом 9,5 % из них были моложе 18 лет и отсутствовали люди в возрасте 65 лет и старше.